# Pieriballia viardi
Pieriballia viardi är en fjärilsart som först beskrevs av Jean Baptiste Boisduval 1836.  Pieriballia viardi ingår i släktet Pieriballia och familjen vitfjärilar. Inga underarter finns listade i Catalogue of Life.